# Huayna Picchu

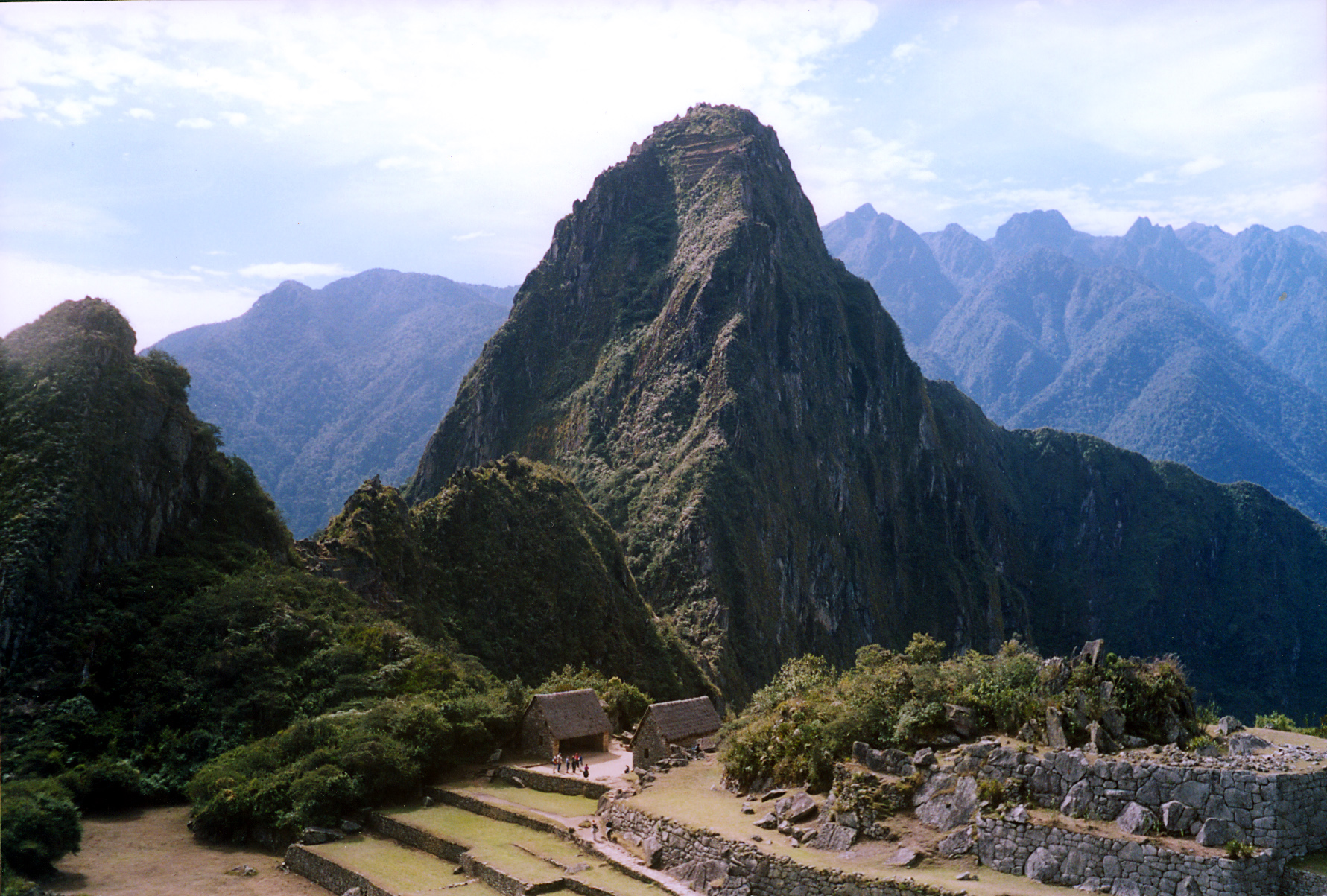
Huayna Picchu sett från Machu Picchu

Huayna Picchu (eller det unga berget) ligger i anslutning till Machu Picchu (det gamla berget). Från Urubambaflodens nivå är det 600 meter upp till bergets topp. En smal gångstig slingrar sig upp från Machu Picchu. Ibland passerar stigen partier där fotsteg är uthuggna i klippan för att göra passagen säker. Brantheten på berget döljs i viss mån av att vegetationen skymmer sikten rakt ner.
Nära toppen möter stigen en korsning; den vänstra stigen går uppför en brant och lång trappa och förbi några branta terrassodlingar innan man når toppen, den högra stigen passerar så småningom en smal tunnel i berget som leder upp till själva toppen.
Från toppen av Huayna Picchu kan man söderut se den mäktiga snöbeklädda bergstoppen Salkantay (Quechua: Sallqantay), ett berg som även idag ses med ibland nästan religiös vördnad.
Den byggnad i sten som ligger nära Huayna Picchus topp har förmodligen tjänat för bevakningsändamål.

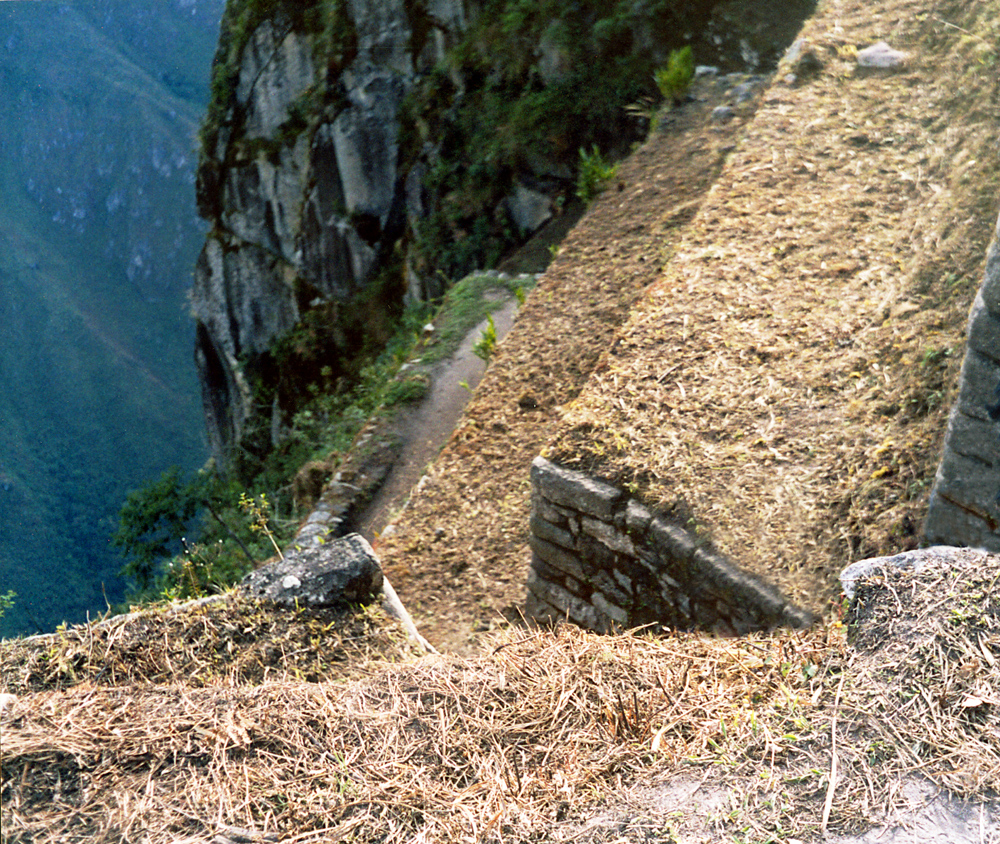
De branta terrasserna vid bergets topp
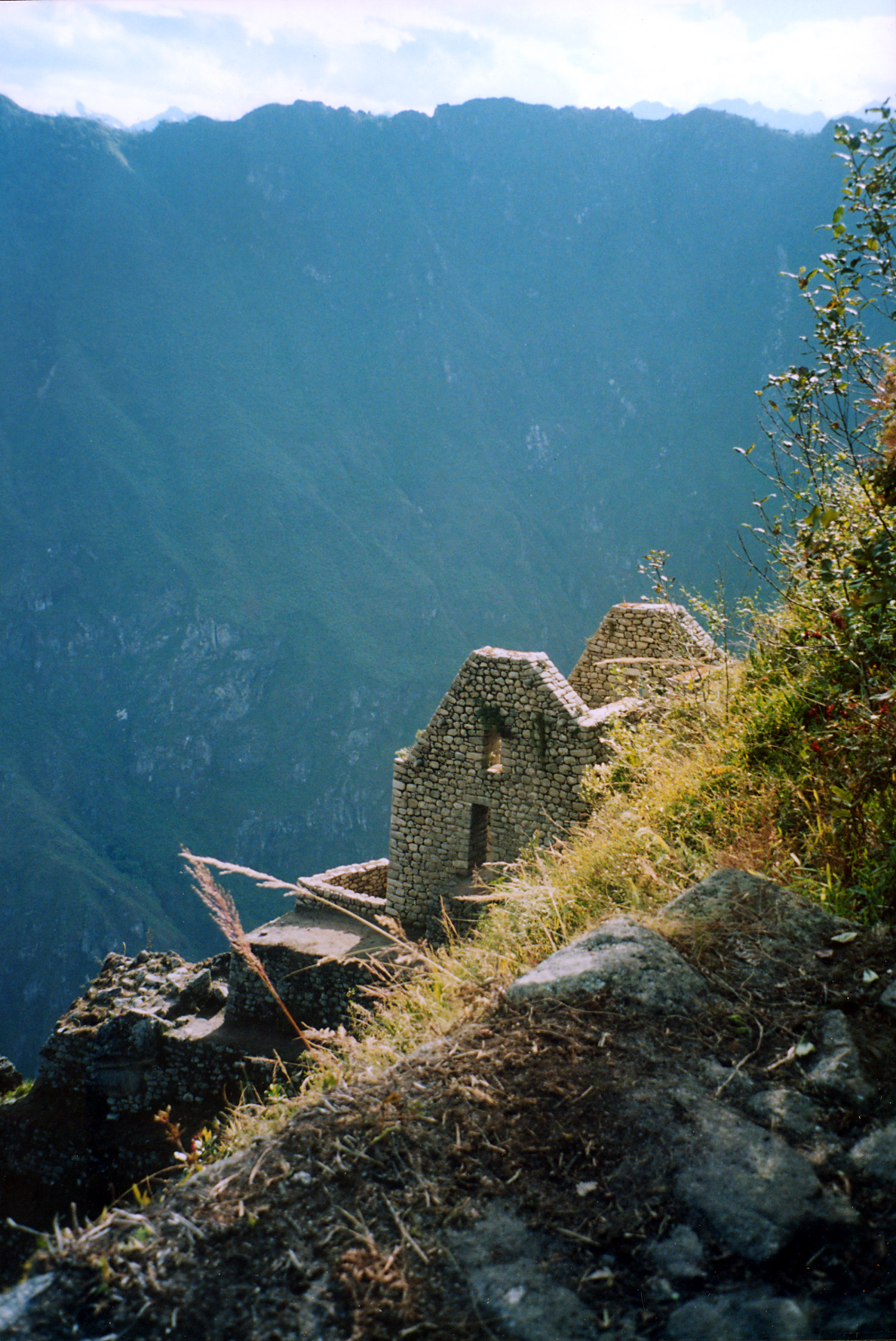
Vaktstugan vid toppen
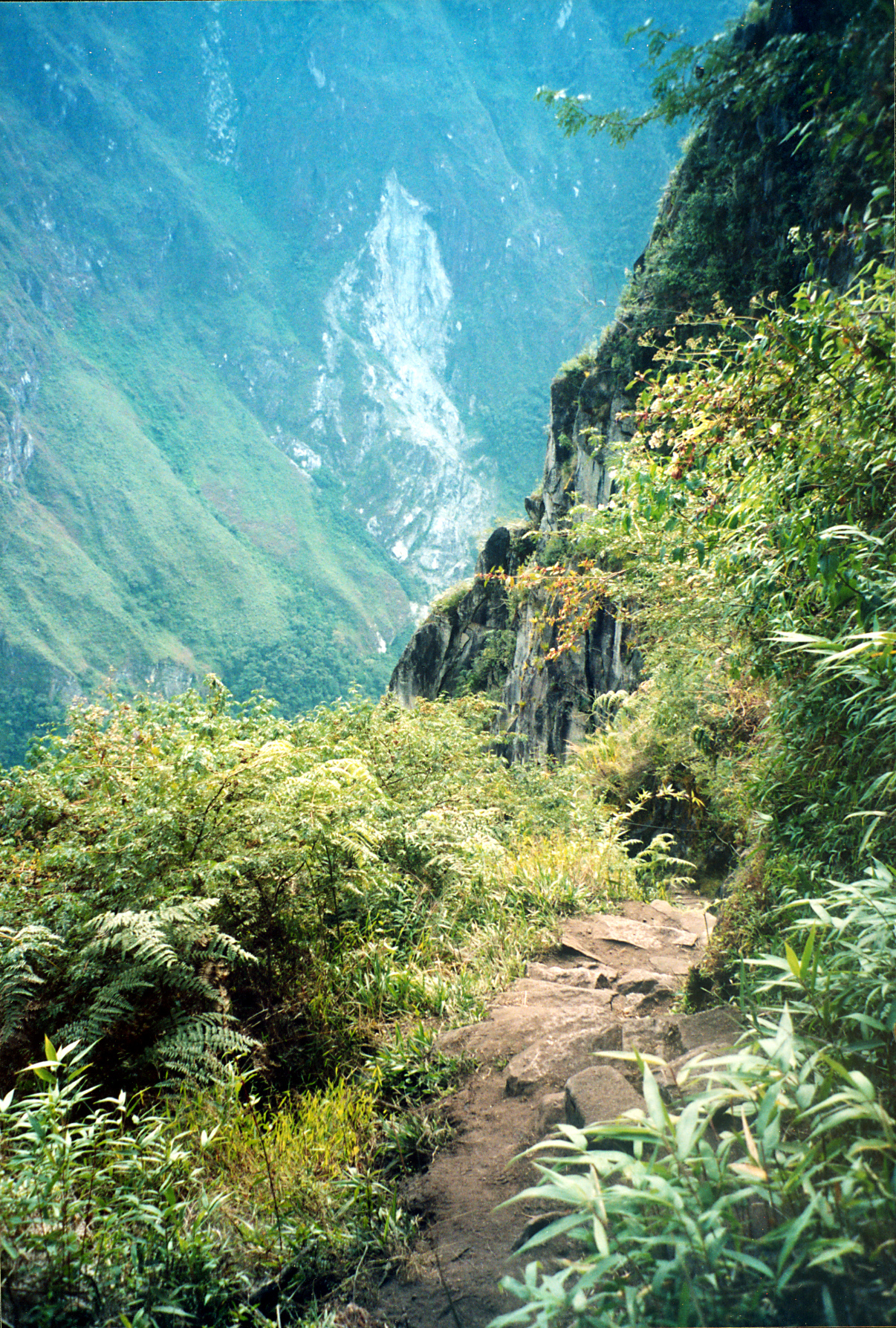
Den smala gångstigen, vy i riktning ner

I början på gångstigen upp till Huayna Picchu, passerar man den stig som leder till "Måntemplet" (spanska: El Templo de la Luna), ett av Inkafolkets tempel, beläget cirka två km nord-ost om Machu Picchu. Templet ligger i en grotta.